# Filichonidae
Famille
Les Filichonidae sont une famille de Ciliés de la classe des Phyllopharyngea.

## Étymologie
Le nom de la famille vient du genre type Filichona, composé du préfixe latin fili, « fil », et du suffixe ‑chona, « entonnoir », littéralement « entonnoir (en forme de) fil ; entonnoir filiforme ».

## Description
Les Filichonidae ont une taille moyenne (80 à 200 µm). Ils sont cylindriques ou en forme de bouteille non aplatie, avec une extrémité apicale simple, conique et sans ornement. Ils sont sessiles avec un collier distinct et nettement allongé, avec des processus en forme d'épines sur l'hypocollier, entre le collier et le corps. Leur pédoncule est bas et large. Leur macronoyau est hétéromère, ellipsoïde. Au moins un micronoyau est présent. Il n'y a absence de vacuole contractile et de cytoprocte. Leur mode d'alimentation n'est pas connu.

## Habitat
Les Filichonidae vivent en milieu marin sur des crustacés isopodes.

## Liste des genres
Selon GBIF (19 août 2024) et Lynn (2010) :
- Aurichona Jankowski, 1973
- Filichona Yankovskii, 1973 genre type
  - Espèce type : Filichona  paradoxa Yankovskii, 1973

## Systématique
Le nom valide de ce taxon est Filichonidae Jankowksi, 1973.

## Publication originale
- (ru) A.W Jankowksi, « Infusoria subclass Chonotricha », Fauna of the USSR (Akad. Nauk SSSR, Nauka, Leningrad), vol. 2, no 1,‎ 1973, p. 1-335 (ISSN 0028-0836, e-ISSN 1476-4687).